# Ґісель
Ґісель (перс. گيسل) — село в Ірані, у дегестані Дейламан, у бахші Дейламан, шагрестані Сіяхкаль остану Ґілян. За даними перепису 2006 року, його населення становило 114 осіб, що проживали у складі 30 сімей.

## Клімат
Середня річна температура становить 10,95°C, середня максимальна – 26,35°C, а середня мінімальна – -6,56°C. Середня річна кількість опадів – 412 мм.
| Клімат поселення                              | Клімат поселення | Клімат поселення | Клімат поселення | Клімат поселення | Клімат поселення | Клімат поселення | Клімат поселення | Клімат поселення | Клімат поселення | Клімат поселення | Клімат поселення | Клімат поселення | Клімат поселення |
| Показник                                      | Січ.             | Лют.             | Бер.             | Квіт.            | Трав.            | Черв.            | Лип.             | Серп.            | Вер.             | Жовт.            | Лист.            | Груд.            |                  |
| Середній максимум, °C                         | 5,92             | 7,08             | 10,16            | 16,24            | 20,46            | 24,86            | 26,00            | 26,35            | 23,67            | 19,08            | 12,56            | 7,59             |                  |
| Середня температура, °C                       | −0,32            | 0,83             | 3,94             | 10,00            | 14,24            | 18,62            | 20,81            | 21,16            | 18,48            | 13,90            | 7,37             | 2,40             |                  |
| Середній мінімум, °C                          | −6,56            | −5,4             | −2,31            | 3,76             | 8,00             | 12,38            | 15,62            | 15,97            | 13,30            | 8,70             | 2,19             | −2,8             |                  |
| Норма опадів, мм                              | 38               | 39               | 62               | 48               | 35               | 13               | 13               | 11               | 17               | 38               | 47               | 51               |                  |
| Середньомісячна швидкість вітру, м/с          | 2.00             | 2.60             | 2.88             | 3.14             | 2.59             | 2.30             | 2.22             | 2.04             | 1.90             | 1.92             | 2.12             | 2.02             |                  |
| Середньомісячна сонячна радіація, кДж/м²·день | 7654             | 10123            | 12556            | 16681            | 20662            | 23393            | 23402            | 20510            | 17255            | 12419            | 9306             | 7311             |                  |
| --------------------------------------------- | ---------------- | ---------------- | ---------------- | ---------------- | ---------------- | ---------------- | ---------------- | ---------------- | ---------------- | ---------------- | ---------------- | ---------------- | ---------------- |
| Джерело:                                      |                  |                  |                  |                  |                  |                  |                  |                  |                  |                  |                  |                  |                  |